# Huis Hohenzollern

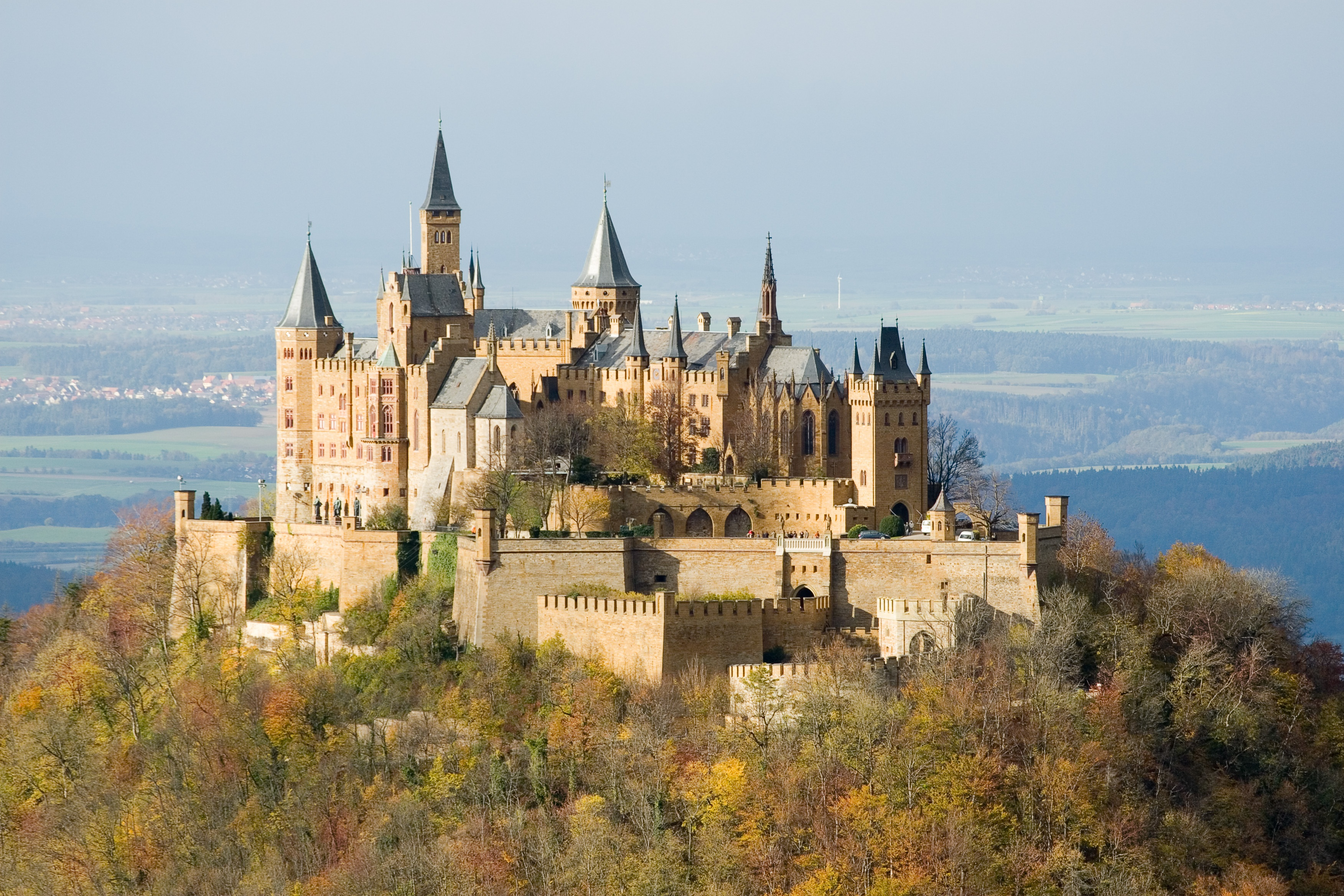
Burg Hohenzollern bij Hechingen

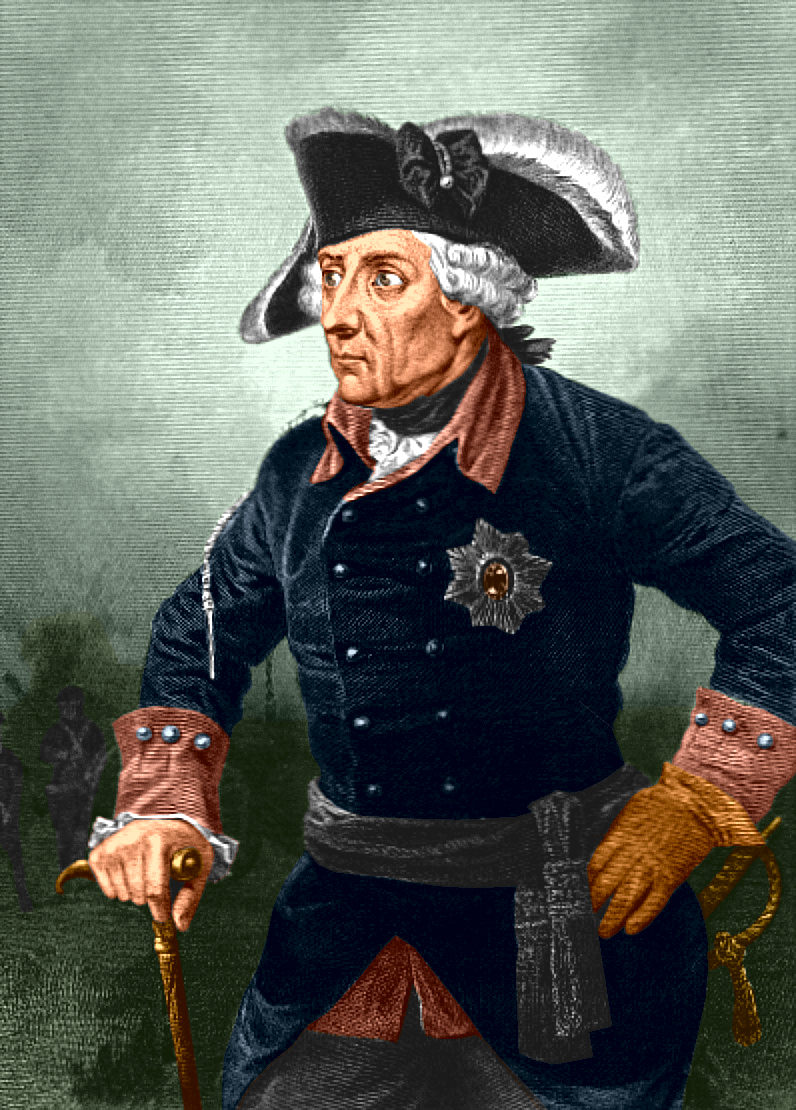
Frederik de Grote, koning van Pruisen

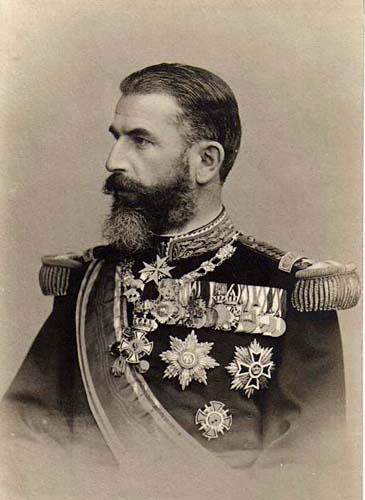
Carol I, koning van Roemenië

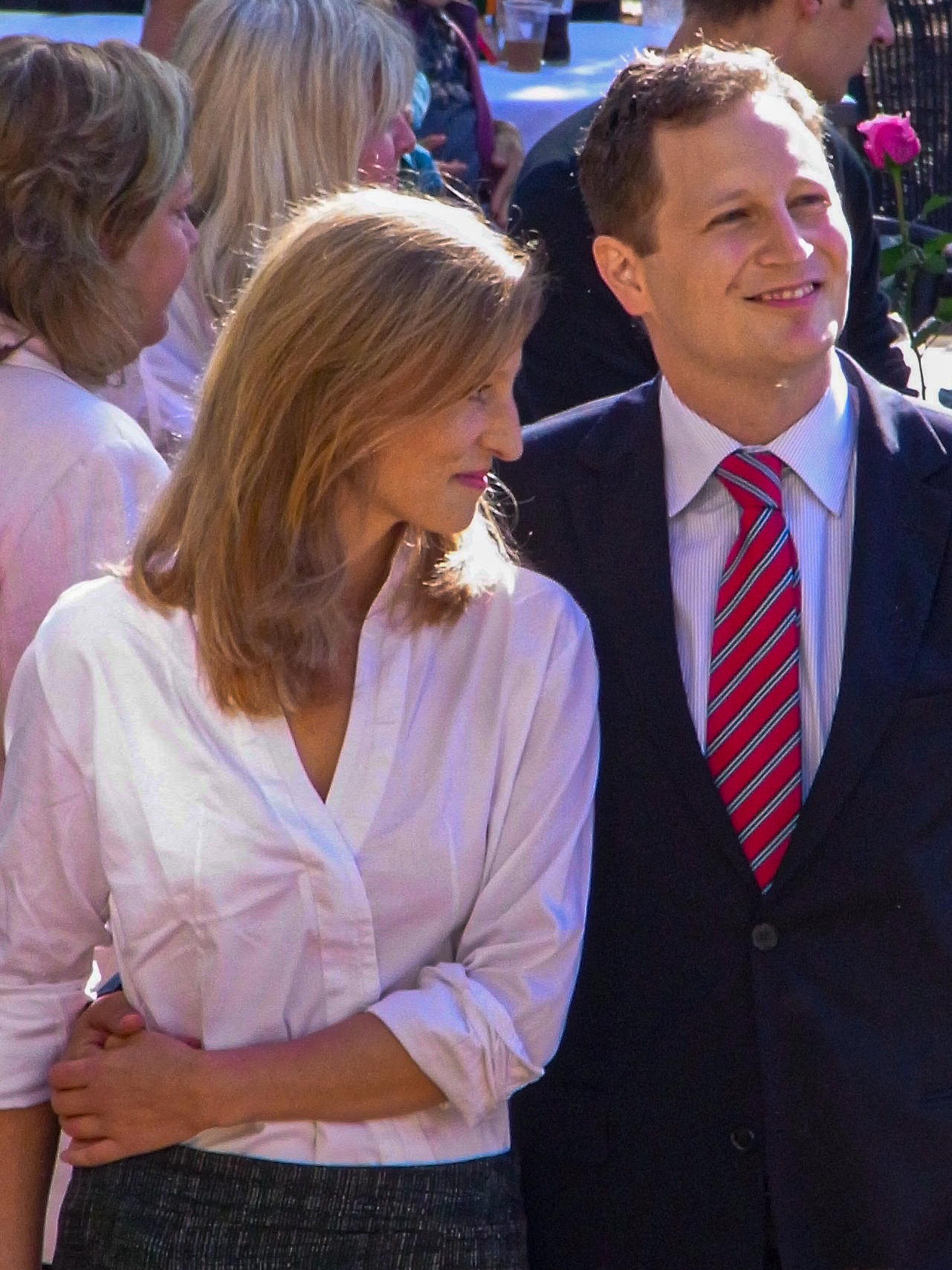
Sophie prinses van Isenburg en Georg Friedrich Ferdinand prins van Pruisen

Stamboom van het huis Hohenzollern

Het Huis Hohenzollern is een Duits vorstengeslacht, oorspronkelijk afkomstig uit Zwaben. Uit het geslacht kwamen monarchen van onder meer Pruisen, het Duitse Keizerrijk en Roemenië voort. De naam van de dynastie is afgeleid van de burcht Zollern (later Hohenzollern) bij Hechingen.

## Geschiedenis

### Vroege geschiedenis
De eerste vermelding van een graaf van Zollern dateert uit 1061. Op grond van de naam van deze Burchard I van Zollern veronderstelt men dat deze graven afstamden van het geslacht der Retische Burchardingen. Stamvader van de Hohenzollern is waarschijnlijk Frederik I van Zollern, die in 1111 door Frederik I van Staufen in de gravenstand werd verheven. Frederik III verwierf in 1191 door huwelijk het burggraafschap Neurenberg.
De zoons van Frederik III verdeelden hun erfgoed in 1227 onderling. Frederik IV verkreeg de Zwabische goederen en Koenraad III met Neurenberg de Frankische bezittingen. Beide takken bestaan tot op de dag van vandaag voort. Uit Koenraads Frankische linie kwamen de latere markgraven/keurvorsten van Brandenburg, koningen van Pruisen en Duitse keizers voort; Frederiks Zwabische linie bleef in Zwaben gevestigd, maar regeerde van 1866 tot 1947 over Roemenië.

### De Frankische linie
De nakomelingen van Koenraad III waren tot 1427 burggraven van Neurenberg. Ze verwierven in 1260 Bayreuth, in 1331 Ansbach en in 1340 Kulmbach en Plassenburg. Frederik V werd in 1363 in de rijksvorstenstand verheven. Zijn zoon Frederik VI verkreeg in 1417 van keizer Sigismund als Frederik I het keurvorstendom Brandenburg. Keurvorst Albrecht III Achilles voerde met de Dispositio Achillea (1473) in Brandenburg de primogenituur in en bestemde de andere Frankische vorstendommen tot secundogenituren. Keurvorst Johan Georg vermaakte Brandenburg-Ansbach en Brandenburg-Bayreuth aan zijn jongere zoons. Beide takken kwamen in 1791 weer aan Pruisen.
Albrecht van Brandenburg, grootmeester van de Duitse Orde, verkreeg in 1525 Pruisen als erfelijk seculier hertogdom. In 1618 viel het toe aan Johan Sigismund, keurvorst van Brandenburg, waarmee Brandenburg en Pruisen verenigd waren. De Grote Keurvorst Frederik Willem vestigde de Brandenburg-Pruisische machtspolitiek. Zijn zoon Frederik III verwierf in 1701 als Frederik I de titel van koning in Pruisen.

#### Fredrik II de Grote en Wilhelm II
Frederik II de Grote, de eerste koning van Pruisen, was een van de belangrijkste vorsten van de 18e eeuw. Koning Wilhelm I bereikte in 1871 de keizerlijke waardigheid met het tot stand komen van het Duitse Keizerrijk. Zijn kleinzoon Wilhelm II, de laatste regerende vorst uit deze tak van de Hohenzollern, moest in 1918 aftreden. Dit deed hij in het kasteel Amerongen in de Nederlandse provincie Utrecht waar hij tijdelijk onderdak had gevonden na de vlucht uit Duitsland.

### De Zwabische linie
De Zwabische tak van de Hohenzollern werd gesticht door Frederik IV met de Leeuw. Zijn kleinzoons Frederik VI de Ridder en Frederik van Merkenburg verdeelden hun gebied in 1288 onderling, waarbij de eerste de linie Hohenzollern-Hohenzollern, de tweede de linie Hohenzollern-Schalksburg stichtte. De Schalkburgse linie stierf in 1408 uit en viel weer toe aan de hoofdlinie.
Onder de kleinzoons van Frederik de Ridder, Frederik IX de oude Zwarte Graaf en Frederik X van Straatsburg, kwam in 1344 een tweede deling tot stand. De tak van Frederik IX stierf echter reeds met zijn zoon in 1412 uit. De Straatsburgse linie werd in 1402 wederom opgedeeld tussen de broers Frederik XII de Oettinger en Eitel Frederik I. Na een gewelddadige broederstrijd, die pas tot een eind kwam met de dood van de Öttinger (1443), verenigde Eitel Frederiks zoon Joost Nicolaas de Hohenzollernse bezittingen weer. Diens zoon Eitel Frederik II kwam met Brandenburg overeen dat die tak de Zwabische gebieden zou erven bij een eventueel uitsterven van de Zwabische tak. Keizer Maximiliaan I benoemde Eitel Frederik II in 1495 tot voorzitter (kamerrechter) van het Rijkskamergerecht, een ambt dat erfelijk werd.
De kleinzoons van Eitel Frederiks zoon Karel I, sinds 1534 ook graaf van Sigmaringen, stichtten na zijn dood in 1576 de linies Hohenzollern-Sigmaringen (Karel II), Hohenzollern-Hechingen (Eitel Frederik IV) en Hohenzollern-Haigerloch (Christoffel). De linie Haigerloch stierf in 1634 uit. Hohenzollern-Hechingen en -Sigmaringen werden in 1623 tot vorstendom verheven. De laatste regerende vorsten, Frederik Willem Constantijn en Karel Anton, stonden in 1849 hun soevereiniteit af aan Pruisen.
Karel Anton nam na het uitsterven van de linie Hechingen in 1869 de titel vorst van Hohenzollern aan. Zijn oudste zoon Leopold was in 1870 kandidaat voor de Spaanse troon, een situatie die uiteindelijk de aanleiding zou gaan worden voor de Frans-Duitse Oorlog. Zijn tweede zoon Karel werd in 1866 als Carol I vorst en in 1881 koning van Roemenië. Nakomelingen van Leopold (Carol was kinderloos) regeerden over Roemenië tot 1947, toen koning Michael door de communisten werd afgezet.

### Rol huis sinds 1947
Het huis Hohenzollern is sinds 1947 geen regerend geslacht meer. Het huidige hoofd van de Frankische linie is Georg Friedrich Ferdinand van Pruisen, achterachterkleinzoon van keizer Wilhelm II. Het hoofd van de Zwabische linie is thans Karl Friedrich, achterachterkleinzoon van Leopold. Andere bekende telgen uit deze laatste tak zijn diens oom Ferfried - die vanwege zijn frivole levensstijl regelmatig in de kolommen van de roddelpers figureert - en ex-koning Michaël.

## Wapens

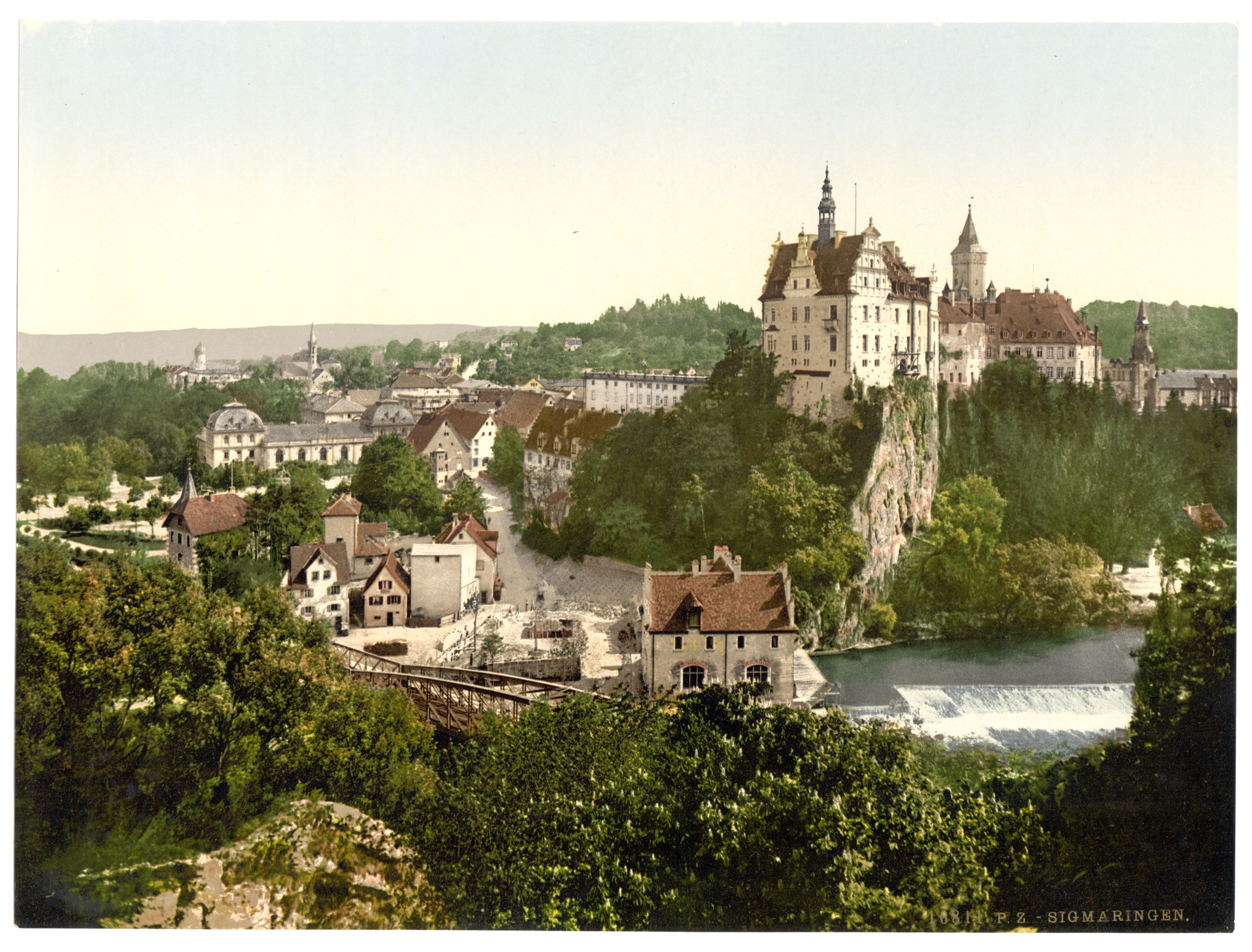
Slot Sigmaringen

|  |  |  |  |